# Geisterpfeifenfische
Die Familie der Geisterpfeifenfische (Solenostomidae) besteht aus der einzigen Gattung Solenostomus (Gr.: „solen“ = Röhre, „stoma“ = Maul), die fünf bis sechs Arten umfasst. Die Tiere leben im Indopazifik, im tropischen und subtropischen Bereich, versteckt in Riffen und zwischen Seegräsern. Aus der weiten Verbreitung schließt man auf ein langes pelagisches Larvenstadium.

## Merkmale
Geisterpfeifenfische werden fünf bis 17 Zentimeter lang und haben, im Vergleich zu den verwandten Seenadeln, einen kurzen, seitlich abgeflachten Körper, der mit großen, sternförmigen Knochenplatten bedeckt ist. Die Wirbelzahl liegt bei 32 bis 43. Circumorbitalknochen rund um die Augen fehlen. Geisterpfeifenfische fallen durch ihre bizarre Form mit vielen Hautanhängen, ähnlich den Fetzenfischen, auf. Sie ernähren sich von Zooplankton und kleinen, bodenbewohnenden Wirbellosen. Färbung und Hautauswüchse können innerhalb einer Art, zwischen den Geschlechtern, sowie zwischen Adulten und Jungtieren sehr variieren. Das führte zu großer Verwirrung bei der Beschreibung der Arten, die erst durch eine Revision 1993 zu einer deutlichen Reduktion der Anzahl der Arten führte.
- Flossenformel: Dorsale 1 V, Dorsale 2 17-22; Ventrale I/6.

## Fortpflanzung
Im Gegensatz zu den verwandten Seenadeln (Syngnathidae) besitzen Geisterpfeifenfische große, gut entwickelte Flossen. Die Weibchen tragen die Eier in den zu einer Tasche geformten großen Bauchflossen mit sich herum. Zur Fortpflanzung sammeln sich Geisterpfeifenfische saisonal in bestimmten Gebieten. Wahrscheinlich sind sie kurzlebig.

## Systematik
Die Familie der Geisterpfeifenfische gehört zur Ordnung der Seenadelartigen (Syngnathiformes) und wird, zusammen mit den Seenadeln, in die Überfamilie Syngnathoidea gestellt.

## Arten
Je nach Autor werden fünf bis sechs Arten anerkannt. Umstritten ist Solenostomus paegnius, der von vielen mit Solenostomus cyanopterus synonymisiert wird.
| Deutscher Name                   | Wissenschaftlicher Name                              | Verbreitung                                                     | Bild                             |
| -------------------------------- | ---------------------------------------------------- | --------------------------------------------------------------- | -------------------------------- |
| Langschwanz-Geisterpfeifenfisch  | Solenostomus armatus Weber, 1913                     | Tropischer westlicher Pazifik.                                  |                                  |
| Robuster Geisterpfeifenfisch     | Solenostomus cyanopterus Bleeker, 1854               | Rotes Meer und tropischer Indopazifik.                          | Robuster Geisterpfeifenfisch     |
| Halimeda-Geisterpfeifenfisch     | Solenostomus halimeda Orr, Fritzsche & Randall, 2002 | Tropischer Indopazifik.                                         | Halimeda-Geisterpfeifenfisch     |
| Zarter Geisterpfeifenfisch       | Solenostomus leptosoma Tanaka, 1908                  | Tropischer Indopazifik.                                         | Zarter Geisterpfeifenfisch       |
| Rauschnauzen-Geisterpfeifenfisch | Solenostomus paegnius Jordan & Thompson, 1914        | Tropischer Indopazifik, von Ostafrika bis Australien und Japan. | Rauschnauzen-Geisterpfeifenfisch |
| Schmuck-Geisterpfeifenfisch      | Solenostomus paradoxus (Pallas, 1770)                | Rotes Meer und tropischer Indopazifik.                          | Schmuck-Geisterpfeifenfisch      |